# 수잔 더먼트
수전 더만테(Susan Damante, 1950년 6월 17일 ~ )는 미국의 배우이다.
팰로앨토에서 태어났다.

## 영화
- 워 토른 (2006년) - 엘리자베스 역
- The '70s (2000년)
- 레이디뻑 (1992년)
- 로빈슨 가족 2 (1978년)
- 로빈슨 가족 (1975년)
- 포토그래퍼 (1974년)
- 밸리 고교에서 생긴 일 (1973년)